# Hans von Bartels

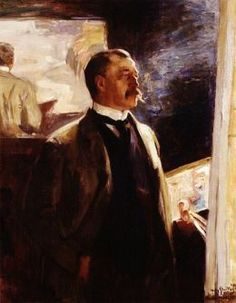
Hans von Bartels

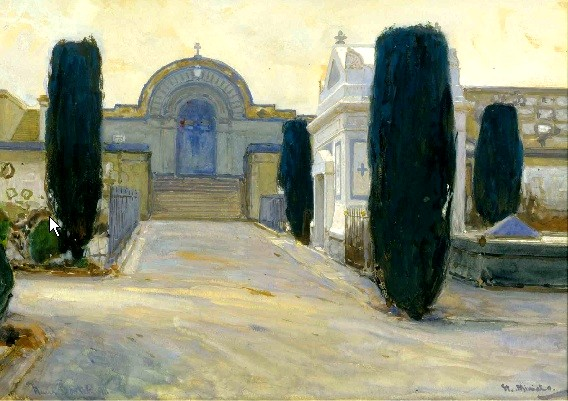
El cementerio desde la Basílica de San Miniato al Monte.

Hans von Bartels (Hamburgo, 25 de diciembre de 1856-Múnich, 5 de octubre de 1913), fue un pintor alemán, hijo del Dr. N. F. F. von Bartels, un oficial del gobierno ruso. Estudió primero con el pintor de marinas R. Hardorif en Hamburgo, luego con C. Schweitzer en Düsseldorf y C. Oesterley, y finalmente en la Escuela de Arte de Berlín. Después de viajar ampliamente, en particular a Italia, se estableció en Múnich en 1885 y fue nombrado profesor de pintura en 1891.
Pintor al óleo de gran energía, es uno de los más destacados acuarelistas alemanes, principalmente de marinas y escenas de la vida de pesca, pintado con rudo vigor y una gran exhibición de habilidad técnica. Destaca en escenas de tormenta y en representar a los fuertes y sanos pescadores de las costas septentrionales. Se convirtió en miembro de honor de las sociedades artísticas más notables de Inglaterra, Alemania, Holanda, Bélgica y Austria. Fue ennoblecido por el rey de Baviera.
Entre sus principales obras están:
- Playa solitaria
- Cosecha de patatas —Rügen
- Tormenta—Bornholm
- Luz de luna sobre el Zuyder Zee